# 誤治
誤治（ごち）は、伝統中国医学（東洋医学）において、過失などによって不適切な治療を施したために、症状を悪化させ、あるいは新たな病気を生じ、場合によっては患者を死に至らしめる行為のことである。西洋医学における医療ミス, 医療過誤に相当する。
ここには、鍼灸、あん摩マッサージ指圧、漢方薬について説明する。

## 鍼灸
鍼灸治療でよく見られるのは、折鍼と気胸である。

### 折鍼
折鍼とは、施術中に針が折れ、体内に残留してしまう現象である。生命に関わることはまずないが、筋肉や神経を損傷して運動障害を起こしたり、内臓に到達し、外科手術による除去が必要になることがある。

### 気胸
鍼が肺を傷つけたために、呼吸困難などの不快症状を起こすものである。患者が死亡した例もいくつかある。

## あん摩マッサージ指圧
過激な治療により、骨折などを起こす例がある。なお、「医療」とはいえないが、観光地の按摩で、泥酔したお客に施術して、胃出血や脳梗塞などを発生させることもある。

## 漢方薬
漢方薬では、かつては附子（トリカブトの球根）に中毒することがあった。しかし現在では、小柴胡湯による犠牲者が多い。本来の漢方は、脈診が最も重要な診断法で、これによって陰陽虚実を確かめ、証を建てなければならないが、漢方理論に不慣れな医師が、安直に漢方薬を処方することによる弊害も多い。

## 補償について
鍼灸の場合、日本鍼灸師会の会員は、すべて鍼灸賠償保険に加入しており、万一の場合は、一億円までの補償が受けられる。全日本鍼灸マッサージ師会も、賠償保険に加入する治療家が増えてきた。しかし、未加盟の鍼灸師や、「医療」でない整体やカイロプラクティックなどでは、補償が受けられないことが多い。